# 적과 적
"적과 적"은 1991년에 개봉한 대한민국의 영화이다.

## 캐스팅
- 이동준
- 김승환
- 김선애
- 국정환
- 서창숙
- 이상훈